# Taqwacore
Taqwacore je punkově muslimské hnutí, které se snaží nalézt soulad v duální identitě muslima a Američana. Zároveň také hledá možné spojnice mezi vírou a radikálním alternativním hnutím jako je punk. Taqwacore subkultura se utvořila na základě novely The Taqwacores Michaela Muhammada Knighta. Pojem je složený ze slov „Taqwa“ a „core“. První je islámským konceptem s významem „strachu nebo respektu z Boha“, ale i „povědomí nebo vědomí Boha“. Slovo „core“ je zkratkou pro „hardcore“ a odkazem na hardcore punk rockovou scénu.

## Historie
Na základě Knightovi knihy se z fiktivní subkultury stala subkultura reálná a na území USA a Kanady vzniklo několik Taqwacore kapel. Skupina Vote Hezbollah se dokonce pojmenovala po fiktivní kapele z knihy. Název jedné z jejich písní Muhammad was a Punk Rocker, se objevuje v básni umístěné na úvodních stránkách The Taqwacores. Kniha také dala dohromady Shahejana Khana a Basima Usmaniho, kteří vytvořili skupinu The Kominas (v překladu „Bastardi“). Vznikající hnutí se upevnilo v létě 2007 během takzvané Taqwa-Tour, kterou zorganizovat Knight. Akce byla cestou skrz severovýchod USA, při které vystupovaly Taqwacore kapely jako Al-Thawra, Diacritical, The Kominas, Secret Trial Five, a Vote Hezbollah. Toto turné zaznamenal Omar Majeed ve svém dokumentu Taqwacore: The Birth of Punk Islam.  V roce 2008 po dokumentu následovalo natáčení hraného nízkorozpočtového snímku The Taqwacores debutanta Eyada Zahry. Film je adaptací knihy a scénář k němu napsal Michael Muhammad Knight. V hudební složce se objevují skladby autentických kapel.

## Zakladatel
Michael Muhammad Knight se nenarodil v muslimské kultuře, ani nebyl jako muslim vychováván. Je to americký bílý konvertita, který vyrůstal v irské katolické rodině. V 16 letech odcestoval do Pákistánu, kde pobýval v mešitě, a konvertoval k islámu. Později během psaní novely The Taqwacores víru odmítl, ale opět se k ní vrátil. Fakt, že je Knight konvertitou, může být pro muslimy problematický, což dokládá i dokumentarista Omar Majeed:
Musím přiznat, že když jsem slyšel prvně o islámském punku a knížce The Taqwacores, byl jsem skeptický, a to právě kvůli tomu, že ji napsal americký konvertita. Muslimové jsou obecně vůči konvertitům často skeptičtí. Ti totiž někdy mívají pocit, že sami sobě a svému okolí musí něco dokázat, že musí všechny přesvědčit, že jsou dobrými věřícími. Jejich pojetí náboženství se logicky omezuje na teologii, chybí jim civilní rodinná výchova v rámci umírněných náboženských tradic. To z nich snadno dělá ideology, kteří poučují muslimy o tom, jak se jako správní věřící mají chovat. Běžně je navíc ke změně náboženství vedou nějaké psychické problémy nebo překonání nějakých zásadních životních problémů. To může vést k tomu, že podlehnou dojmu, že našli odpovědi na všechny otázky, a to je vždy nebezpečné.
Zároveň nepopírám, že Michael toho ví o Koránu víc než já a ostatní muslimští hrdinové v mém filmu dohromady. Říkal mi, že po konverzi ve svých sedmnácti letech měl pocit, že náhle rozumí celému vesmíru a zná všechny odpovědi. Pro kluka z naprosto rozvrácené rodiny to prý byl skvělý pocit.

## Filosofie Taqwacore
Islám sám o sobě je vlajkou, otevřeným symbolem, který nereprezentuje věci, ale ideje.
Takhle by se dal charakterizovat filozofický postoj Taqwacore k pojetí islámu. V rámci tohoto přístupu tak nezáleží na významu samotném, ale na interpretovi, který si sám svobodně určí, jaký význam pro něj islám má. Tato potřeba nově nahlížet na islám vyplývá z duální frustrace – jak z rigidního islámu a domácího života, tak z života v západní společnosti (především pak v USA). Cílem hnutí je vytvořit svébytnou alternativu a spojit prostor mezi těmito dvěma často konfliktními kulturami a identitami. Podle myšlení Taqwacore je třeba zbavit se neopodstatněného pocitu viny: Ne, tohle není žádné schizma, to je prostě fakt. Jsi muslim, žiješ v západní společnosti, tak se kvůli tomu neciť provinile. Je fajn jít do mešity, modlit se, a je taky fajn pařit s přáteli.
Podle dokumentaristy Omara Majeeda je důležité rozlišovat mezi dogmatickým organizovaným islámem a mezi jeho duchem, který je podle něj svobodný, volný a anarchistický. Majeed zároveň zdůrazňuje, že je nutné rozeznávat i pojmové hranice relativismu, který lze také vnímat z různých perspektiv: Naprostý relativismus má samozřejmě temné stránky, ale je to pořád menší zlo a riziko než dogma, které pak končí vládou nacistů, stalinistů, Tálibánu. Já mám však na mysli relativismus ve smyslu zpochybňování ustálených pravd a hledání výkladu Koránu, který by více odpovídal současné realitě, a ten není slučitelný s nějakou zkamenělou doktrínou nebo dogmatem.“

## Mezi punkem a islámem
Michael Muhammad Knight tvrdí, že se sice dá Taqwacore označit za muslimský punk, ale že lze stejně tak označit jako něco, co není ani muslimské, ani punkové. Sám Knight ani jako typický punker nevypadá, spíš jako beatnik ve stylu Bukowského nebo příslušník gutterpunku. Taqwacore totiž není věrná adaptace klasického punku ze 70. let, ale svébytný proud.
Například pro The Kominas není náboženství a spiritualita zásadním tématem – tím je muslimská identita. Na členech této skupiny ani není znát příslušnost k punku podle jejich vizuálního stylu. Zřetelně k němu odkazuje jenom punkerské číro, které občas nosí Basim. Ani jejich zvukový projev není ztělesněním punkového hněvu. Daleko více jsou ovlivněni ska, funkem a staromódním rokenrolem. Tím, co je činí punkovými, je punkové cítění. Proto je lepší definovat Taqwacore spíše jako punkové „muslimství“ než jako muslimský punk. Shahjehan Khan ve svém vlastním pojetí vnímá Taqwacore spíše za skupinu přátel a podobně smýšlejících lidí. Tato skupina nemusí být nutně omezena na příslušnost k hudebním formacím, ale může mít širší rozsah a zahrnovat v sobě i umělce, spisovatele, fotografy…
Punk a islám jsou na první pohled neslučitelné přístupy. Punk odporuje mainstreamové společnosti, často zahrnuje okrajové identity, šokuje, přijímá absentující prvky populární hudby (sex, obscenita, násilí), a navíc byl v USA doménou bílých mužů. Naopak islám je založen na osobní víře v Boha, oddanosti, zodpovědnosti, respektu pro pietu a sociální odpovědnost. Co však může být spojnicí těchto do velké míry paradoxních identit? Podle Omara Majeeda je to hlavně důraz na sociální spravedlnost a odpor k modlám.
Punkový přístup k islámu tedy spočívá v tom, že zpochybňujete autority. Korán říká, že máte prahnout po vzdělanosti, i kdyby vás to zavedlo až do Číny. Být dobrým muslimem podle této interpretace znamená nenásledovat slepě nic a nikoho, ale aktivně pátrat po pravdě. To mám na mysli, když hovořím o duši islámu.

## Taqwacore versus konzervativní islám
Volné pojetí víry samozřejmě vyvolává odpor konzervativních muslimů. Dobrým příkladem může být rozhovor zastánce tradičního pojetí s členy Taqwacore, které nekompromisně pokládá za praktikanty hereze:
Odpůrce:

Music instruments like a guitar or piano are not acceptable in Islam. Go to any sheikh. Ask any imam.

Taqwacore:

There is no sheikh; there is no imam in Islam. There isn't anyone who is a higher authority than youare.

It's pleasing and...

Odpůrce:

It doesn't mean whatever pleases you is good!
Provokování a kontroverze je však součástí Taqwacore. Například když skupina Vote Hezbollah zpívá o tom, že Muhammad was a punk rocker, je to pro muslimy rouhačská píseň, i když zde není jasně vyřčeno, že se jedná o proroka. Některé texty jsou daleko problematičtější, jako třeba obscénní Don't you know I want a handjob? nebo I want you fuck during Ramadan!
Do přímého střetu s dogmatickým pojetím islámu se kapely Taqwacore úmyslně dostaly v Chicagu, když vystoupily na sněmu konvenční muslimské společnosti ISNA (Islamic Society of North America), která reprezentuje islámský mainstream. I když zde prezidentka ISNA Ingrid Mattson představovala islám jako otázku svobodného projevu, vystoupení Taqwacore kapel bylo organizátory sněmu přerušeno a následně zrušeno. Největším problémem byla dívčí punková kapela Secret Trial Five, ve které figuruje jako vokalistka lesba Senna Hussain. Přestože organizátoři ISNA vystoupení zrušili z důvodu, že není povoleno, aby žena zpívala, z publika zazněla pozitivní odezva. Především dívky při vstoupení Secret Trial Five opakovaly refrén jejich skladby.
Emancipační otázka ve vztahu k ženám je v islámu obecně téma, kde je složité prosadit změnu. Když vystupovala skupina The Kominas v Pákistánu, zahrála skladbu, v jejímž textu se dotkla rovnoprávnosti žen: Toto je náš příběh, ve kterém jsou ženy neviditelné, s kým tedy máme tančit bhangru? Jeden z přítomných se k tomu vyjádřil tak, že by se dívky neměly oblékat jako chlapci, neměly by kouřit, nosit trička a džíny, ale že co se týče kluků, je tohle všechno v pořádku.

## Taqwacore versus západní společnost
Anarchistický životní styl není pro západní společnost nějakým novým a neznámým elementem. Možnost šokovat je tedy obsažená hlavně s odkazováním na témata strachu z terorismu a islámského fundamentalismu, které vnímá západní společnost jako svoji významnou hrozbu. Tato hra na negativně stereotypizovaného muslima je například vyjádřena v názvu skupiny Vote Hezbollah (volte Hizballáh) nebo v textu skladby Sharia Law in the U.S.A. skupiny The Kominas, kde se zpívá I am an Islamist, I a man Antichrist… a pak v refrénu Sharia law...
Když jsem to slyšel poprvé, říkal jsem si: „Co ti kluci blbnou?“ Pak mi došlo, že se jen naplno stylizují do stereotypu muslima-islamisty, který každý den cítí ze svého okolí – od ostatních lidí, z médií. Jako by svým posluchačům říkali: „Dobře, chceš, abych byl tvým muslimským strašákem? Tak já jím tedy budu!“
Taqwacore kapely se někdy vyjadřují i k tématům americké zahraniční politiky. Shahejan Khan a Basim Usmani ze skupiny The Kominas jsou pákistánští Američani, kteří se do Pákistánu často vrací, a tak vyjadřují v textu jedné své skladby odpor proti americkému imperialismu: Dlouhý život Pákistánu! anebo Nepotřebujeme, aby nás Bush bombardoval zpět do doby kamenné… Skupina Secret Trial Five se například v jedné své skladbě vyjadřuje k vězení na Guantanámu: Hey hey hey guantanámská zátoko, chtěla bych tě jednoho dne navštívit, vezmu si s sebou opalovací krém a mapu, nezapomenu svojí baseballovou čepici.
Další spornou záležitostí je vztah médií k Taqwacore, respektive jeho mediální rámování. Mnoho členů Taqwacore vyjadřuje obavu z toho, že jsou dezinterpretováni a že se jim média nesnaží porozumět. Nedostatečné pochopení Taqwacores pak vyúsťuje v redukci na to, že mají číra nebo že hrají islámskou ideologickou hudbu. Devalvace na pouhou senzaci se odráží už v různých titulcích: „Nevermind the Burkas,“ „Slam Dancing for Allah,“ „Music from the Mosque,“ „Allah, Amps, and Anarchy,“ „Muhammad rocked the Casbah,“ a „Mosque Pit.“
Samozřejmě, nejsem tak naivní, abych neviděl, že je to pro západní média sexy téma. Ale riziko je, že budou klouzat po povrchu a tím celý skutečný příběh kompletně překroutí a popíšou ho v duchu: „Podívej, tyhle snědý kluci dělají punk. Ti zaostalí muslimové hrajou na kytaru jako my a dělají hudbu jako my, to je skvělý.“

## Jednota subkultury
Skupina Secret Trial Five se sice účastnila Taqwa-Tour, a dokonce její vznik byl ovlivněn kapelou The Kominas, ale následně se od Taqwacore distancovala, což vyjádřila ve své skladbě, ve které zpochybňuje samotný pojem „muslimský punk“ a Michaela Muhammada Knighta jakožto autentického „otce zakladatele“, který by měl vliv na její vznik.
what the fuck

is a muslim punk?

rather hang with taliban

than dick around with drunks

muhammad wasn't white

and neither is this fight

and we weren't birthed

by michael knight

we're not taqwacore

we're not taqwacore

so leave us alone, leave us alone
Problematickým faktorem v Taqwacore hnutí se jeví přívlastek „muslimský“ nebo „islámský“. V zemích Středního východu nebo v zemích s muslimskou majoritou by totiž byli muzikanti identifikováni pouze podle svého hudebního žánru, v rámci nějž se pohybují. Výše zmíněná specifikace by zde byla redundantní, ale je důležitá jako label v západních společnostech, kde slouží jako zdůraznění rozlišení a rozdílu.